# Peugeot Type 4
La Peugeot type 4 est un modèle unique d'automobile fabriqué par le constructeur Peugeot en 1892.

## Historique
La Peugeot type 4 est un modèle unique spécialement conçu en 1892 par Armand Peugeot pour le Bey de Tunis Ali III Bey, premier gouverneur militaire de la ville de l'empire ottoman durant le Protectorat français de Tunisie (1881-1956).
Ce modèle est conçu sur la base d'un fiacre motorisé dont le chauffeur et les passagers sont assis face à face. Il bénéficie d'une décoration personnalisée à la demande de son propriétaire, à base de marguerites peintes sur bois, et réalisée en métal martelé et gravé.